# Сельское поселение «Село Гвасюги»
Се́льское поселе́ние «Село Гвасюги» — упразднённое муниципальное образование района имени Лазо Хабаровского края Российской Федерации.
Административный центр — село Гвасюги.

## История
Статус и границы сельского поселения установлены Законом Хабаровского края от 28 июля 2004 года № 208 «О наделении посёлковых, сельских муниципальных образований статусом городского, сельского поселения и об установлении их границ».
Законом Хабаровского края от 21 декабря 2016 года № 229, 1 января 2017 года были преобразованы, путём их объединения, сельские поселения «Село Гвасюги» и «Посёлок Среднехорский» в Гвасюгинское сельское поселение с административным центром в селе Гвасюги.

## Население
| 2010 | 2011 | 2012 | 2013 | 2014 | 2015 | 2016 |
| ---- | ---- | ---- | ---- | ---- | ---- | ---- |
| 251  | →251 | ↘238 | ↘237 | ↗249 | ↘246 | ↗247 |

## Состав сельского поселения
| № | Населённый пункт | Тип населённого пункта       | Население |
| - | ---------------- | ---------------------------- | --------- |
| 1 | Гвасюги          | село, административный центр | ↘211      |